# Сингон

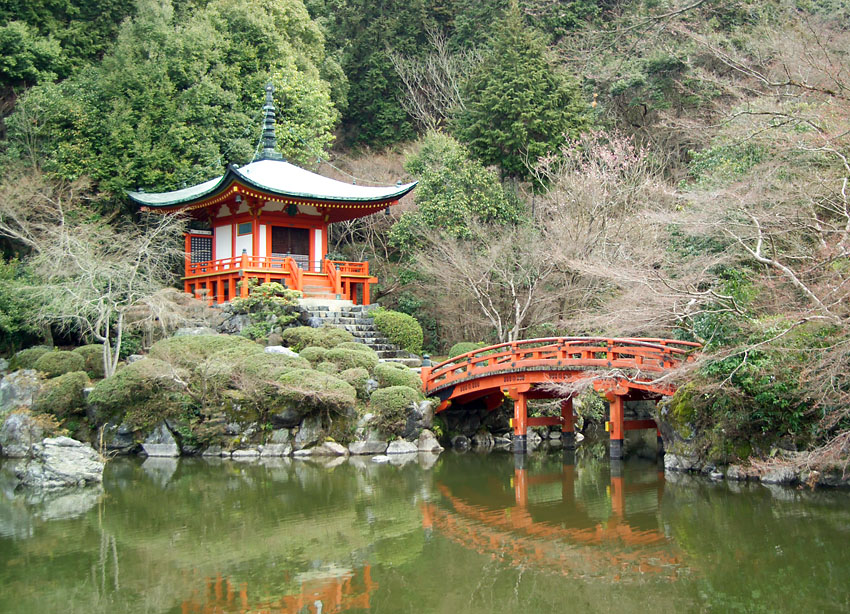
Храм Дайго-дзи в Киото, возглавляющий ветвь Оно школы Сингон

Сингон-сю (букв. — «Школа мантры») (яп. 真言宗) — одна из основных буддийских школ Японии, принадлежащая направлению ранней ваджраяны. Слово «сингон» (кит. 真言, чжэньянь) означает «истинное, правильное Слово»  (перевод санскритского слова  «мантра») — молитвенная формула.
Школа возникла в период Хэйан (яп. 平安時代, 794 — 1185). Основатель школы — монах Кукай (яп. 空海) (774 — 22 апреля 835).
В 804 году японский патриарх буддизма Кукай поехал в Китай, где он изучал тантру и вернулся, привезя с собой большое количество текстов и буддийских изображений, на основе чего он разработал своё собственное учение и практику, связанную в первую очередь с Буддой Вайрочаной (санскр.:  Махавайрочана Татхагата — «Будда Великого Солнца»).
В Китае первым проповедником индийского тантрического буддизма Ми-цзун (кит. 密宗) китайская калька санскритского имени «Шубхакарасимха» (637 — 735). Он перевёл «Махавайрочана-сутру» с санскрита на китайский язык с помощью своего ученика Исина (683 — 727). Ваджрабодхи (яп. 金剛智, Конготи, 671 — 741) перевёл «Ваджрашекхара-тантру». Его учеником стал Амогхаваджра (705 — 774), а его преемником был Хуэй Го (япон. Кэйка (Эка), 746 — 805), у которого прошёл обучение Кукай.

## Учение

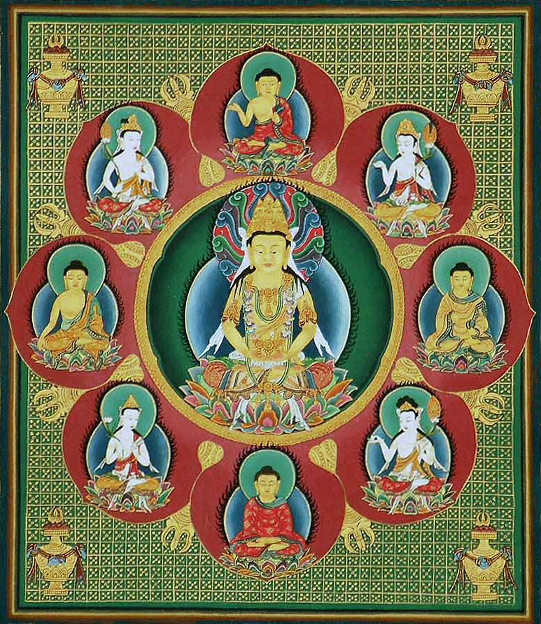
Мандала "Мира Чрева" Garbhadhatu, на которой изображён Будда Вайрочана в окружении восьми будд и бодхисаттва

Школа Сингон концентрирует особое внимание на махаянских сутрах, которые происходят от Будды Махавайрочаны (大日如来, Дайнити-нёрай, яп. - "Великое Солнце"), который представляет собой высшее тело Будды (дхармакая) и Высшую Реальность. Наиболее почитаемы в этой школе  сутры Махавайрочаны — «Сутра о Великом Солнце» (санскр. «Махавайрочана-сутра», 大毘盧遮那成仏神変加持経 или 大日経 «Дайнити-кё») и «Сутра об Алмазном Венце» (санскр. «Ваджрашекхара-сутра», 金剛頂経 «Конготё-гё»). Будда Шакьямуни в соответствии с подходом махаяны интерпретируется как одна из многих манифестаций Махавайрочаны.
Согласно трактату Кукая «Передача Дхармы», бодхисаттва Ваджрасаттва получил учение непосредственно от Будды Махавайрочаны и запечатал эти сутры в железной ступе в Южной Индии, а спустя 800 лет после Будды Шакьямуни буддийский патриарх Нагарджуна (龍樹 Рюдзю) распечатал железную ступу и открыл сутры для людей.
Медитация в сингон представляет собой сложный процесс активности тела, речи и ума, с использованием также «мандалы Мира Алмаза» (санскр. वज्रधातु, IAST: vajradhātu; яп. 金剛界, конгокай), «мандалы Мира Чрева»(санскр. गर्भकोश, IAST: garbhakośa-dhātu; яп. 胎蔵界, тайдзокай), созерцания полной луны (символ просветлённого ума). Всё это связано с разными манифестациями Будды Махавайрочаны.

## Иерархия учений в соответствии со школой Сингон
Кукай в своём сочинении “Хидзо Хояку” — части сочинения “Химицу мандара дзюдзюсин-рон” (яп. 秘蔵寶鑰, "Драгоценный ключ к тайной сокровищнице") даёт следующую схему десяти стадий на пути к просветлению, характеризуя иерархию учений.
1. Низшие люди, рабы своих желаний. Их называют безумцами и сравнивают с баранами.
2. Наивные, невежественные как дети, но воздержанные, обладающие моралью. На этом уровне находится конфуцианство c учением о добродетели, милосердии и сыновьей почтительности.
3. Наивные, но бесстрашные, с добрыми устремлениями. К этой категории относятся даосы и индуисты (в первую очередь вайшешика и самкхья), те, кто ищут перерождения на небесах. Их сравнивают с телёнком, следующим за матерью.
4. Шраваки в хинаяне, знающие об отсутствии “я” (концепция "анатман") и понимающие учение Будды о пяти скандхах. Их называют "козлами" или "овцами".
5. Пратьекабудды в хинаяне, индивидуальные практики, сумевшие освободить себя от причинности и кармы, они уничтожают зерно невежества. Их называют оленями или носорогами.
6. Сознание махаяны — путь бодхисаттв, которые признали, что материальный мир - творение их собственного ума, они раскрывают единое сознание (алая-виджняна). Здесь имеется в виду йогачара, которая представлена в Японии школой хоссо-сю.
7. Срединный путь, понимание своей нерождённости — Мадхъямака, признающая неотличимость материи от пустоты, определяющая два уровня истины и определяющее способы познания пустоты (санскр. - шунья). Этот путь соответствует японской школе Санрон.
8. Понимание Единой природы сознания, всепронизывающей взаимосвязи явлений. Этот путь соответствует японской школе Тэндай.
9. Понимание Высшего сознания дхармакаи. Этот путь соответствует японской школе Кэгон.
10. Тантрическое видение абсолютно чистым умом, что соответствует школе Сингон.

## Махавайрочана Татхагата

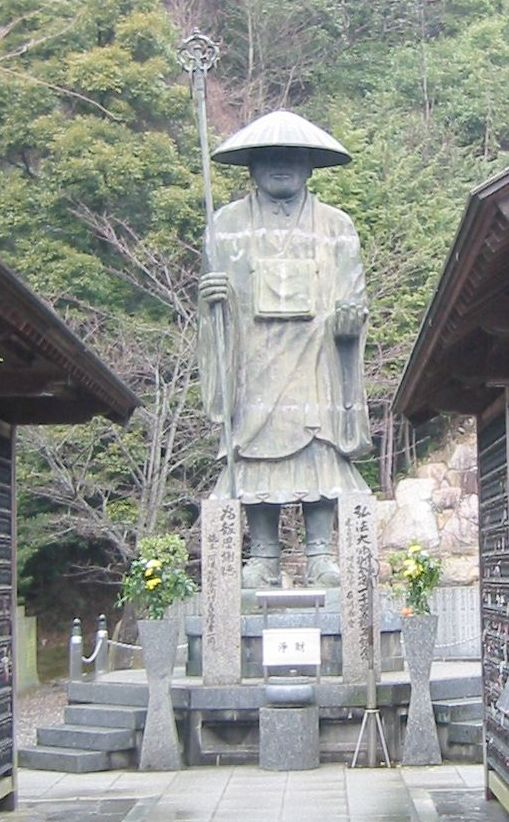
Памятник Кукаю

Кукай интерпретировал Будду как Тело Дхармы (санскр. - Дхармакая) Махавайрочана, который возвестил две сутры Сингон. Идентификация Махавайрочаны с Телом Дхармы, то есть с Высшей Реальностью, была знаменательным шагом в буддийской философии, так как Тело Дхармы стало полностью трансцендентным.
Все феномены (санскр. - дхармы) указывают на Высшую Реальность, то есть Будду Махавайрочану и в то же время являются выражением этой Реальности. Достижение просветления означает реализацию «сияющего сознания, наиболее тайного и святого».
Кукай учил, что человек изначально способен благодаря милосердию Махавайрочаны и индивидуальной практики в йога-самадхи здесь и сейчас почувствовать Реальность, стать Махавайрочаной.
В трактате "Разъяснение смысла утверждения «стать буддой в этом теле» Кукай объяснил свою трактовку Махавайрочаны, как Тело Дхармы, состоящее из шести изначально имеющихся первоначал. При этом, оно имеет три составляющие: шесть Великих (Элементов), четыре Мандалы и три Тайны. Эти составляющие соответствуют «естеству», «виду» и «действию» Тела Дхармы Махавайрочаны. Шесть Великих (Элементов) — это земля, вода, огонь, ветер (или воздух), пространство и сознание. Они формируют всех Будд, все психические и физические миры.
Четыре Мандалы, согласно Кукаю, это маха-мандала — Вселенная, то есть Махавайрочана с точки зрения его физического продолжения, самая-мандала — та же Вселенная с точки зрения присутствия «намерения» Махавайрочаны, дхарма-мандала — та же Вселенная с точки зрения развертывания истинности (дхармы), карма-мандала — та же Вселенная с точки зрения «активности» (кармы) Махавайрочаны.
Три Тайны — это сверхрациональные действия тела, речи и ума Махавайрочаны.

## Особенности школы
Если тибетский буддизм был тесно связан с местной традицией бон, то школа сингон стала связана также с японской традицией синто.
Санскритское слово "Махавайрочана" означает в переводе с санскрита «Великое Сияющее Светило». Также как и в синто, где Великая Солнечная богиня Аматэрасу Оомиками — центральная фигура пантеона. В Средние века элементы местных японских верований (синто) и эзотерического буддизма школы сингон породили синкретическое религиозное течение «Ребу-синто», в котором Аматэрасу и другие синтоистские божества (ками) считались манифестациями («превращенными телами», нирманакая) Будды Махавайрочаны.
Тантрический буддизм, в пантеон которого были включены многие божества индуизма подготовил почву для синто-буддийского синкретизма, а также способствовал формированию особого течения в буддизме — «сюгэндо».
В настоящее время главный храм Сюгэндо (направления Тодзан) находится в принадлежащем школе Сингон монастыре Дайго-дзи в Киото.

## Ветви школы сингон
В Сингон существует два крупных направления: ортодоксальное направление Коги Сингон-сю (яп. 古義真言宗) ("Школа истинного слова старого смысла") и Синги Сингон-сю (新義真言宗) ("Школа истинного слова нового смысла").
Монах Какубан 覚鑁 (1095—1143) учредил на горе Коя-сан (高野山) в префектуре Вакаяма, где находилась со времени Кукая штаб-квартира школы, собственный центр (Дай Дэмбоин), который не был признан официальным центром школы сингон — храмом Конгобу-дзи (金剛峯寺).
Последователь Какубана Райю 頼瑜 (1226—1304) основал новое направление с главным храмом Нэгоро-дзи 根来寺 в 25 км от горы Коя-сан. В 1585 году Нэгоро-дзи был полностью уничтожен, после чего последователи Какубана основали два новых центра — храм Хасэ-дэра (направление Будзан) и храм Тисяку-ин (направление Тидзан).
Ортодоксальная школа Сингон представлена несколькими направлениями — Тодзи, Дайго, Дайкаку-дзи, Омуро (Нинна-дзи), Сэнню-дзи, Ямасина и Дзэнцу-дзи. В современной школе Сингон существует 45 ответвлений, которым подчинены примерно 13 тыс. храмов и монастырей, а общее число верующих приближается к 16 млн. (по данным на 2017 г.)
Главным буддийским храмом ветви Сингон-Ямасина является храм Кадзю-дзи, основанный в 900 году императором Дайго.